# Terry e os Piratas

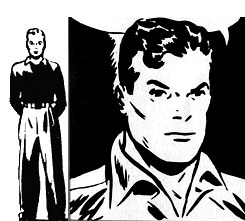
Terry e Paty Ryan, de Terry e os Piratas, em "How to Spot a Jap" (1942).

Terry e os Piratas (título original inglês: Terry and the Pirates) foi uma tira de jornal estadunidense de ação e aventura criada pelo cartunista Milton Caniff, que foi publicada originalmente de 22 de outubro de 1934 a 25 de fevereiro de 1973.

O capitão Joseph Patterson, editor do Chicago Tribune, admirava o trabalho de Caniff na tira de aventura para crianças Dickie Dare e o contratou para criar a nova tira de aventuras, dando a Caniff o título e o local da ação. A personagem Dragon Lady liderava os piratas do mal. Mas o conflito com os piratas perdeu a prioridade quando a Segunda Guerra Mundial começou. A partir daí, a série passou a abordar quase exclusivamente a guerra, sendo que grande parte da ação concentrava-se nas bases americanas na China. A Dragon Lady, que inicialmente era uma inimiga, mais tarde, após o início da guerra, tornou-se uma aliada.
A tira foi lida por 31 milhões de assinantes de jornais entre 1934 e 1946. Em 1946, Caniff ganhou o primeiro prêmio de Cartunista do Ano da National Cartoonists Society por seu trabalho em Terry and the Pirates.
O escritor Tom De Haven descreveu Terry and the Pirates como “a grande tira da Segunda Guerra Mundial” e “o Casablanca dos quadrinhos”.

## Histórico de publicação
A tira diária começou em 22 de outubro de 1934, e as páginas coloridas de domingo começaram em 9 de dezembro de 1934. Inicialmente, as histórias das tiras diárias e das páginas de domingo eram diferentes, mas em 26 de agosto de 1936, elas foram fundidas em uma única narrativa.
Embora Terry and the Pirates tenha tornado Caniff famoso, a tira era propriedade do syndicate de distribuição, o que era comum na época. Buscando controle criativo sobre seu próprio trabalho, Caniff deixou a tira em 1946, com sua última publicação em 29 de dezembro. No ano seguinte, com o Field Syndicate, ele lançou Steve Canyon, uma tira de aventura da qual manteve a propriedade, e que foi publicada até pouco depois de sua morte, em 1988.
Após a saída de Caniff, Terry and the Pirates foi assumida pelo artista da Associated Press, George Wunder. Wunder desenhava painéis altamente detalhados, mas alguns críticos, notadamente Maurice Horn, afirmavam que às vezes era difícil distinguir os personagens e que seu trabalho carecia do humor essencial de Caniff. Mesmo assim, Wunder manteve a tira por mais 27 anos, até sua descontinuação em 25 de fevereiro de 1973, quando Terry já havia alcançado o posto de coronel.

### Reboot
Em 26 de março de 1995, Michael Uslan e os Irmãos Hildebrandt produziram uma versão atualizada da tira que não mantinha continuidade com a original. A Dragon Lady é retratada como uma órfã da Guerra do Vietnã. A equipe Hildebrandt/Uslan saiu da tira e foi substituída, em 1º de abril de 1996, pela equipe de Dan Spiegle (arte) e Jim Clark (roteiro). A tira terminou em 27 de julho de 1997.

### Personagens e história
A aventura começa com o jovem Terry Lee, “um garoto americano bem desperto”, chegando à China contemporânea com seu amigo, o jornalista briguento Pat Ryan. Em busca de uma mina de ouro perdida, eles conhecem George Webster “Connie” Confucius, intérprete e guia local. Inicialmente, Terry é cercado por cenários rudimentares e personagens estereotipados enquanto enfrenta piratas e vários vilões. Ele desenvolve um círculo cada vez maior de amigos e inimigos, incluindo Big Stoop, Capitão Judas, Cheery Blaze, Chopstick Joe, Cue Ball e Dude Hennick.
O personagem mais notável foi a famosa femme fatale, a Dragon Lady, que começou como inimiga e mais tarde, durante a Segunda Guerra Mundial, tornou-se aliada. Caniff incluiu várias antagonistas femininas não americanas, todas se referindo a si mesmas na terceira pessoa. Entre elas estavam Dragon Lady, Sanjak e Rouge. De forma ousada para os quadrinhos da década de 1940, Sanjak foi insinuada como uma lésbica travestida com intenções sobre April Kane, namorada de Terry. Caniff supostamente nomeou a personagem com base em uma ilha próxima da ilha de Lesbos.
Com o tempo, devido à colaboração com o cartunista Noel Sickles, Caniff melhorou drasticamente e produziu algumas das tiras mais memoráveis da história do meio. Ray Bailey, assistente de Caniff em Terry and the Pirates, depois criou sua própria tira de aventura, Bruce Gentry.

### Principais personagens
- Terry Lee: Adolescente no início da série, é excitável e adora aventuras. Com o tempo, amadurece, entra para a Força Aérea dos Estados Unidos e se torna piloto. Após a guerra, trabalha para o governo em territórios do pós-guerra. Na última tira, publicada em 25 de fevereiro de 1973, Coronel Lee ajuda a desmantelar uma quadrilha de tráfico de heroína, prendendo até o presidente de um país estrangeiro.
- Pat Ryan: Amigo e mentor de Terry, escritor e homem de ação. Entra na Marinha durante a guerra e atua no Pacífico.
- Connie (George Webster Confucius): Chinês contratado como guia. Fala em “inglês pidgin” e se refere a si mesmo na terceira pessoa. Extremamente leal, junta-se à resistência chinesa contra os japoneses.
- Big Stoop: Mongol de 2,70 m de altura, salvo por Connie de agressores. Mudo e extremamente forte. Já foi servo da Dragon Lady, que lhe cortou a língua. Junta-se à resistência durante a guerra.
- Dragon Lady: Rainha pirata fria e bela. Torna-se líder da resistência contra os japoneses, motivada por manter suas riquezas. Tem sentimentos por Pat, mas não abandona seu império. Após a guerra, volta ao crime.
- Burma: Nome real desconhecido. Ex-pirata e cantora sedutora de bom coração. Tem conexão romântica com Terry, mas evita compromisso.
- Normandie Drake: Herdeira e verdadeiro amor de Pat. Forçada a se casar com Tony Sandhurst. Durante a guerra, reencontra Pat, mas não se divorcia de Tony, mesmo descobrindo que ele apoia os nazistas.
- Raven Sherman: Herdeira que financia missões na China. Apaixona-se por Dude Hennick. Morre nos braços dele após ataque do Capitão Judas.[10]
- April Kane: Sulista encantadora que conquista Terry. Trabalha como secretária de Pat, vai parar num campo japonês e retorna mais endurecida.
- Flip Corkin: Instrutor de voo de Terry, baseado no Coronel Phil Cochran.
- Taffy Tucker: Enfermeira do Exército, namorada de Flip, se envolve romanticamente com Pat durante um episódio de amnésia.
- Hotshot Charlie: Piloto irreverente de Boston e melhor amigo de Terry na Força Aérea. Após a guerra, ajuda Terry em missões do governo na Ásia.

### Personagens recorrentes
- Capitão Blaze: Um pirata inglês barulhento que ajuda Terry e Pat contra a Mulher Dragão, retornando mais tarde para ajudar Pat na China.
- Capitão Judas: Um criminoso elegante que entra em choque com os heróis várias vezes. Um antigo parceiro de Burma, ele sofre queimaduras faciais graves quando ela joga uma lâmpada em seu rosto. Ele empurrou Raven para fora de um caminhão, causando ferimentos fatais antes de ser baleado por Dude Hennick e presumivelmente morto.
- Papa Pyzon: Um criminoso corpulento que Terry e Pat se encontram na China, que mais tarde retorna como um agente do Eixo durante a guerra.
- Nasty: Nastalathia Smythe-Heatherstone, uma jovem herdeira que Terry e Burma resgatam de um avião acidentado. Sua atitude malcriada e egoísta os deixa loucos e quase os mata. Anos depois, a agora crescida Nasty retorna para envolver Terry e Charlie em seus esforços para enviar comida para refugiados chineses, o que é realmente uma tentativa de conquistar Terry. Ela tenta cortejar Charlie para chegar até Terry.
- Tony Sandhurst: marido rico, mas imoral, de Normandie, que se coloca acima de todos. Ele tenta prender Pat por arruinar seus negócios e mais tarde é revelado que ele estava trabalhando para o Eixo durante a guerra e se torna um chefão do crime no período pós-guerra.
- Hu Shee: ajudante e confidente da Dragon Lady que às vezes a personifica em algumas missões. Ela parece interessada em um romance com Terry. Ela aparentemente se afogou em um navio afundando com um novo amor, o pirata Johnny Jingo.
- Cheery Blaze: filha robusta do Capitão Blaze que odeia seu pai com paixão. Ela retorna durante a guerra trabalhando com o Eixo, mas é presa por seus crimes.
- Singh-Singh: um aspirante a senhor da guerra estúpido que entra em conflito com Pat e a Dragon Lady. Mais tarde, ele se casa com Cheery Blaze, mas é preso com ela.
- Chopstick Joe: uma figura do submundo que é um rival amigável da Dragon Lady.
- Dude Hennick: Um velho amigo de Pat, um piloto ás que ajuda os heróis. Ele vai trabalhar para Raven Sherman, os dois se apaixonam, mas ela acaba morrendo em seus braços. Ele desaparece da tira e uma tira de Natal de 1945 tem Caniff dizendo que baseou o personagem em um amigo piloto, Frank Cliff, que foi morto em Xangai e "Dude morreu com ele".
- Sanjak: Uma francesa que se veste como um homem, usando um monóculo para hipnotizar as pessoas. Ela trabalha para o Eixo, personificando um piloto para se infiltrar na base da Força Aérea de Terry e aparentemente morre em um avião que cai.
- Jos Goode: Um soldado sulista que serve com Pat, Connie e Big Stoop no Pacífico.
- Snake Tumblin: Um colega piloto de Terry, ele aparentemente morre em um avião que cai. No entanto, as últimas tiras de Caniff o mostram aparentemente vivo, mas cego.
- Jane Allen: Uma enfermeira do Exército que se apaixona por Snake. Ela e Terry parecem estar se aproximando, mas quando ela vê uma foto de Snake vivo, ela deixa Terry na pista na última pista de Caniff.

## Durante a Segunda Guerra Mundial
Caniff estava cada vez mais preocupado com a Segunda Guerra Sino-Japonesa, mas seu syndicate impedia que ele identificasse diretamente os japoneses, que eram chamados de "os invasores". Com a entrada dos Estados Unidos na guerra, Terry entrou para a Força Aérea. A tira passou a girar quase inteiramente em torno da guerra, centrada numa base americana na China. Terry ganhou um novo mentor, o Coronel "Flip" Corkin, e alívio cômico com Hotshot Charlie. Pat, Connie e Big Stoop apareciam esporadicamente, e a Dragon Lady virou guerrilheira chinesa.
Um dos destaques foi a página dominical de 17 de outubro de 1943, “O Credo do Piloto”, onde Corkin dá a Terry um discurso sobre as responsabilidades de ser piloto. A tira foi lida no Congresso dos Estados Unidos e registrada nos anais pelo congressista Carl Hinshaw.
Caniff, patriota fervoroso, criou uma versão gratuita da tira para o jornal militar Stars and Stripes, inicialmente estrelando Burma. A tira, mais ousada, foi renomeada para Male Call após reclamações. Foi encerrada em 1946.

### Prêmios
Em 1946, Caniff ganhou o primeiro prêmio de Cartunista do Ano da National Cartoonists Society por Terry and the Pirates.

### Reimpressões
A NBM republicou todas as tiras de Caniff (1934 a 1946) em duas séries de capa dura e em volumes de bolso. A Kitchen Sink Press tentou nova reedição, mas parou após dois volumes. Em 2007, a IDW lançou a The Complete Terry and the Pirates. Em 2015, a Hermes Press republicou dois volumes da fase de George Wunder (1946–1949) com material suplementar.